# Alisma plantago-aquatica
Espèce
Classification phylogénétique
Statut de conservation UICN

 LC  : Préoccupation mineure
Monde, Europe et France 
Alisma plantago-aquatica, le Plantain d'eau commun ou Grand plantain d'eau, est une espèce de plantes herbacées monocotylédones de la famille des Alismataceae. C'est l'une des plantes nommées plantain d'eau.
Cette espèce croît en Afrique, en Asie et en Europe.
Elle est utilisée en médecine traditionnelle notamment en Chine.

## Caractéristiques
C'est une plante sans poil qui pousse en eau peu profonde. Elle se compose d'une racine fibreuse, de plusieurs feuilles de 15 à 30 cm de long, disposées en rosettes, avec de longs pétioles et d'une hampe florale triangulaire pouvant atteindre jusqu'à 1 m de hauteur.
Son inflorescence ramifiée porte de nombreuses petites fleurs, de 1 cm de diamètre, avec trois pétales ronds  légèrement irréguliers, blancs, violet pâle ou rose pâle. Les fleurs s'ouvrent l'après-midi. Il y a 3 sépales verts et 6 étamines par fleur. Elle fleurit de juin jusqu'à août.

## Taxonomie et classification
Le nom latin Alisma plantago-aquatica a couramment été utilisé dans de nombreuses flores nord-américaines, mais plusieurs auteurs s'entendent pour restreindre la distribution indigène de cette espèce à l'Eurasie.

## Écologie
Pousse aux abords des cours d'eau, jusqu'à 1200 mètres d'altitude.
Cette espèce est originaire d'Eurasie. Introduite en Amérique du Nord.

## Horticulture
L'alisma plantain est commercialisée pour la culture dans les jardins d'eau décoratifs.

## Aspects culturels et historiques
Alisma est un mot d'origine celtique qui signifie « eau », une référence à l'habitat dans lequel elle pousse. Les premiers botanistes l'ont nommée Plantago en raison de la similitude de ses feuilles avec celles du plantain.

## Utilisation
L'ethnobotaniste François Couplan rapporte que le rhizome d'Alisma plantago-aquatica a autrefois été consommé par l'homme, en dépit de son âcreté (qui peut être diminuée par le séchage). En Sibérie, les Kalmouks en mangeaient souvent, et en Bosnie, il a servi à fabriquer des bouillies et des galettes. Il est plus nutritif en période de repos végétatif (entre la fin d’automne et le début du printemps). Le rhizome ainsi que les feuilles ont parfois été utilisés contre la rage ou hydrophobie ( Stanhope. Anniversary meeting. London, Medico-Botanical Society, 1831).

## Galerie

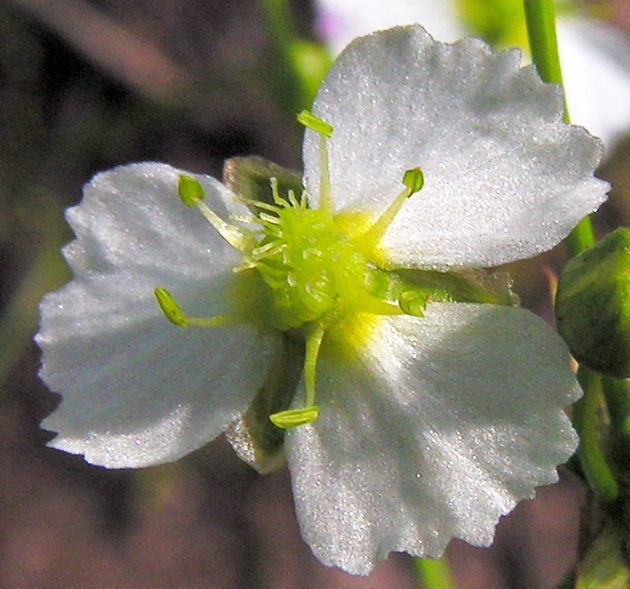
Fleur
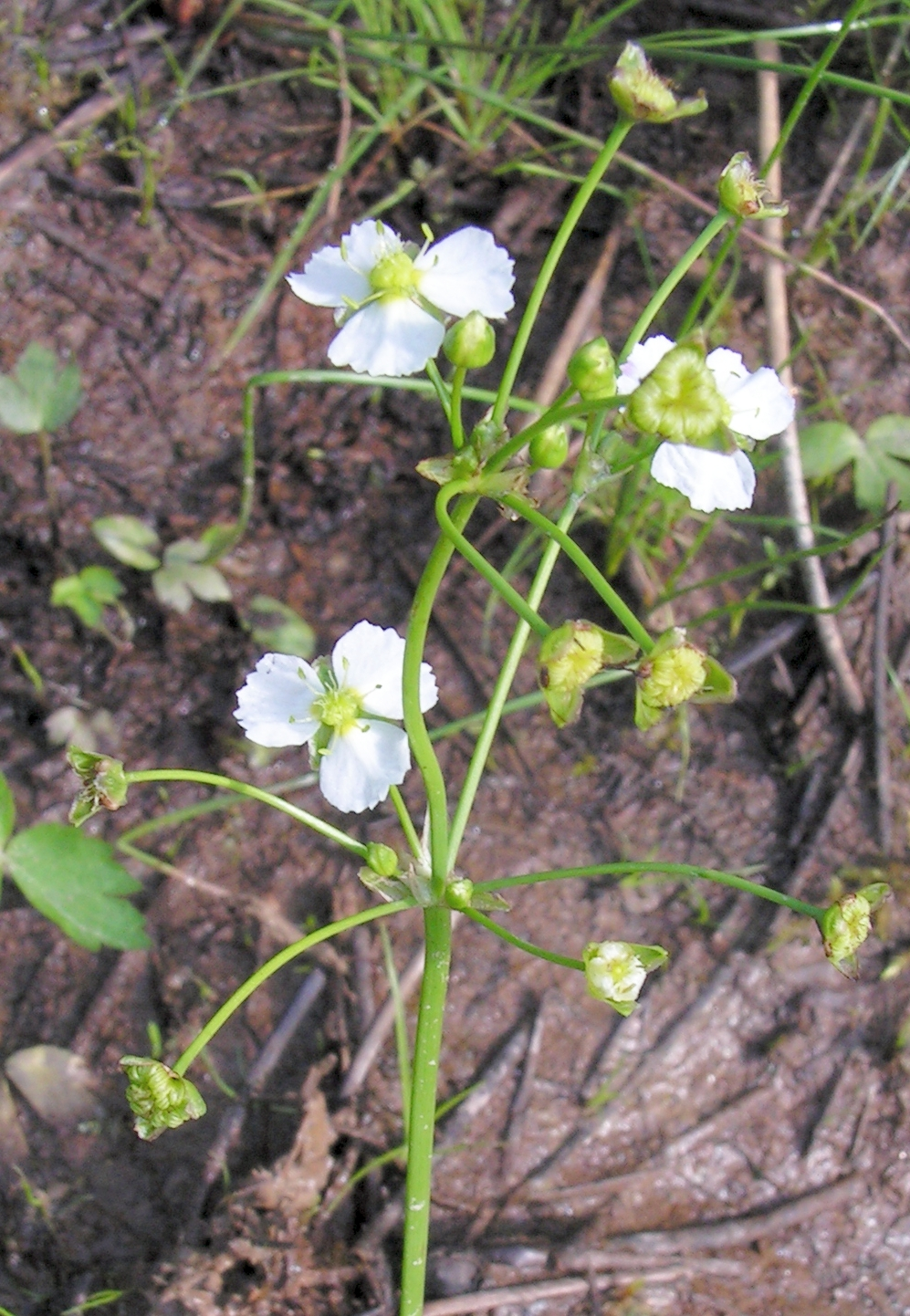
Inflorescence
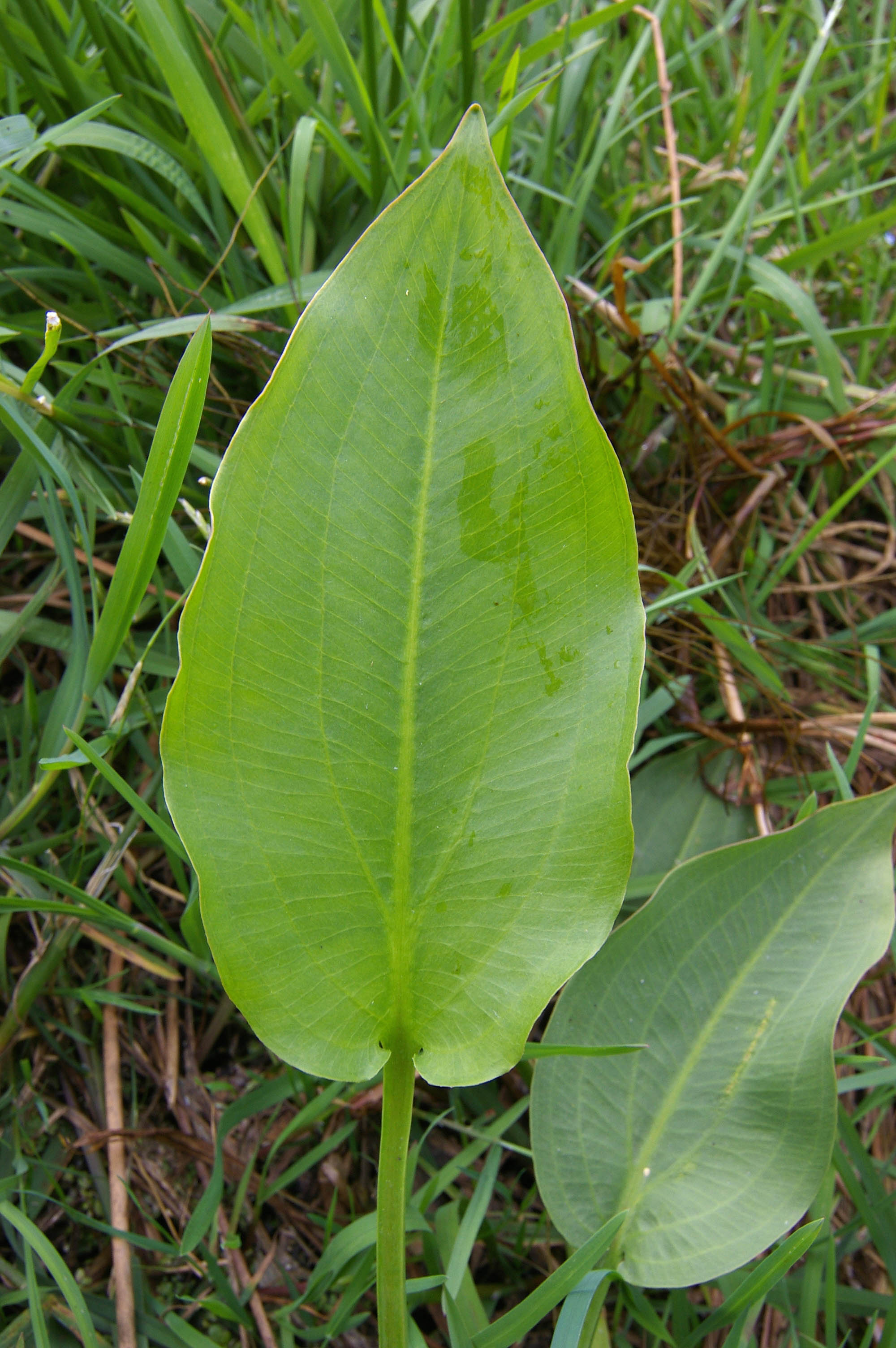
Feuille

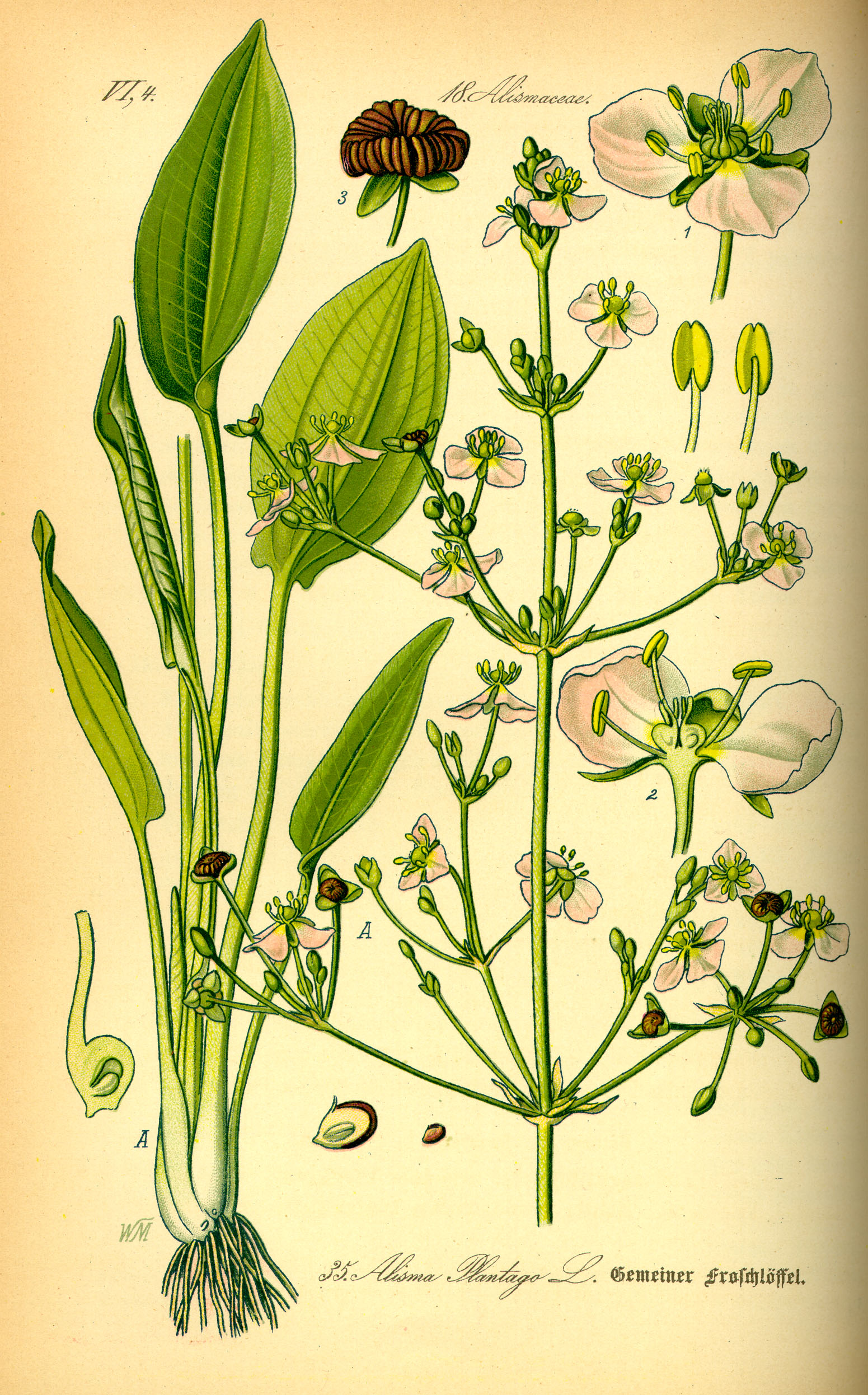
Planche botanique
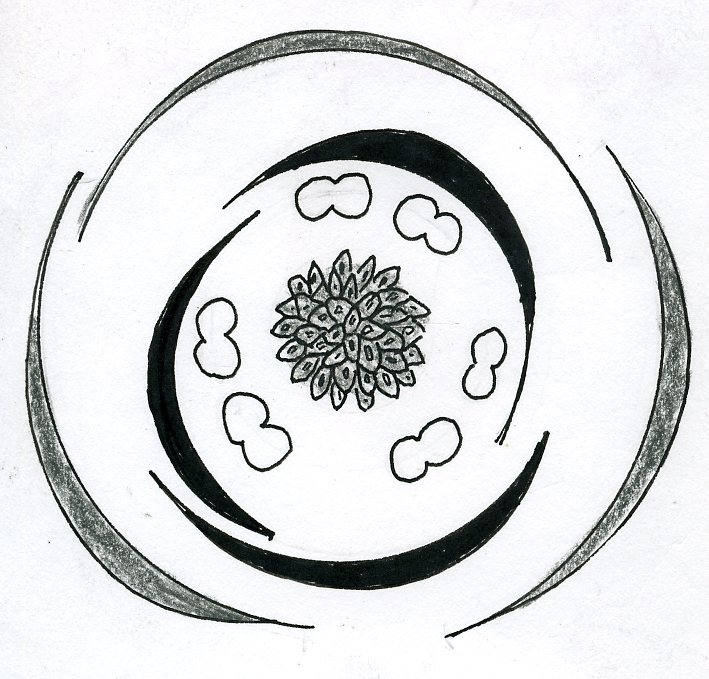
Diagramme floral